# Municipio de Blaine (Pensilvania)
El municipio de Blaine (en inglés: Blaine Township) es un municipio ubicado en el condado de Washington en el estado estadounidense de Pensilvania. En el año 2000 tenía una población de 597 habitantes y una densidad poblacional de 19 personas por km².

## Geografía
El municipio de Blaine se encuentra ubicado en las coordenadas 40°11′8.02″N 80°23′56.32″O / 40.1855611, -80.3989778.

## Demografía
Según la Oficina del Censo en 2000 los ingresos medios por hogar en la localidad eran de $37,941 y los ingresos medios por familia eran $39,926. Los hombres tenían unos ingresos medios de $32,115 frente a los $18,750 para las mujeres. La renta per cápita para la localidad era de $15,167. Alrededor del 6,2% de la población estaban por debajo del umbral de pobreza.